# إنريكي جيل كالديرون
إنريكي جيل كالديرون هو مخرج جوقة إكوادوري، ولد في 14 مايو 1935 في غواياكيل في الإكوادور، وتوفي بنفس المكان في 11 ديسمبر 2008 بسبب ابيضاض الدم.